# 실버골
실버골(Silver Goal)은 축구 경기에서 사용되던 경기방식으로, 경기가 동점으로 끝났을 때 연장 전반전에 골을 넣고 상대가 연장 전반까지 득점에 실패하면 경기가 종료되는 방식이다. 골든골 방식의 대안으로 도입되었다가 2004년 폐지되었다. UEFA 유로 2004는 국가대표팀간 대항전으로는 유일하게 이 방식을 채택하였다.